# Cheikh Obeyd
Sheykh Obeyd est un haras d'élevage de chevaux arabes situé près du Caire, en Égypte. 
Il a été fondé par Wilfrid Scawen Blunt et Lady Anne Blunt à la fin du XIXe siècle. Les époux Blunt prennent l'habitude de vivre dans ce haras durant les mois d'hiver.
Il devient le domicile de Lady Anne après sa séparation permanente de Wilfred en 1906, à cause de ses mauvais traitements et de ses affaires flagrantes, jusqu'à sa mort. Les chevaux reproducteurs de Chekh Obeyd proviennent principalement du programme d'élevage d'Ali Pacha Sherif. Les meilleurs animaux ont été envoyés au haras Crabbet Arabian de Blunts en Angleterre.